# William Salice
William Salice (* 18. Juli 1933 in Casei Gerola; † 29. Dezember 2016 in Pavia) war ein italienischer Produktentwickler und -manager. Bekannt wurde er als Erfinder des Überraschungseis, was er selbst jedoch immer bestritt und sich lediglich als Umsetzer der Idee bezeichnete.

## Leben
William Salice war ab 1960 für Ferrero tätig. Der Süßwarenhersteller hatte schon länger für seinen einheimischen italienischen Markt  mit Überraschungen gefüllte Schokoeier für das Ostergeschäft produziert. Salice, der einer der engsten Mitarbeiter von Unternehmensinhaber Michele Ferrero war, standardisierte die Produktion und brachte sie ganzjährig auf den Markt, um nach seinen Worten „ganzjährig Ostern feiern zu können“. Ab 1972 wurden die Überraschungseier in Italien angeboten und ab 1974 auch in Deutschland. Später wurde das Sortiment um verschiedene Farben, Formen und Größen erweitert. William Salice war in seinem Berufsleben an der Entwicklung und Vermarktung von Nutella, Mon Chéri, Ferrero Rocher und der Milch-Schnitte maßgeblich beteiligt.
2007 beendete er seine berufliche Tätigkeit. Mit dem Geld der Abfindung in Höhe von 400.000 € gründete er die Stiftung Colour Your Life mit. Diese unterhält unter anderem eine kostenlose Bildungseinrichtung in Loano für Jugendliche im Alter von 13 bis 18 Jahren. Die Stiftung hat bisher (Stand 2016) schon Tausende von Jugendlichen mit Tutoren zusammengebracht. Unter Letzteren waren Nobelpreisträger und hochrangige Wirtschaftsgrößen.
William Salice starb am 29. Dezember 2016 an den Folgen eines Schlaganfalls und wurde zwei Tage später in seinem Geburtsort in der Nähe von Pavia beerdigt.